# Coppa di Francia 1995 (ciclismo)
La Coppa di Francia di ciclismo 1995, quarta edizione della competizione, si svolse dal 16 febbraio al 12 ottobre 1995, in 14 eventi tutti facenti parte del circuito UCI. Fu vinta dal francese Armand de Las Cuevas della Castorama, mentre il miglior team fu GAN.

## Calendario
| Corsa | Data         | Evento                                  | Vincitore              | Squadra        |
| ----- | ------------ | --------------------------------------- | ---------------------- | -------------- |
| 1     | 16 febbraio  | Classic Haribo (1995)                   | Giuseppe Citterio      | Aki-Gipiemme   |
| 2     | 18 febbraio  | Tour du Haut-Var (1995)                 | Marco Lietti           | MG Maglificio  |
| 3     | 19 marzo     | Cholet-Pays de Loire (1995)             | Frank Vandenbroucke    | Mapei-GB       |
| 4     | 2 aprile     | Grand Prix de la Ville de Rennes (1995) | Peter De Clercq        | Lotto-Isoglass |
| 5     | 11 aprile    | Grand Prix de Denain (1995)             | Jo Planckaert          | Collstrop      |
| 6     | 18 aprile    | Parigi-Camembert (1995)                 | Andrej Čmil            | Lotto-Isoglass |
| 7     | 23 aprile    | Tour de Vendée (1995)                   | Mario De Clercq        | Lotto-Isoglass |
| 8     | 30 aprile    | Trophée des Grimpeurs (1995)            | Armand de Las Cuevas   | Castorama      |
| 9     | 20 maggio    | À travers le Morbihan (1995)            | Francis Moreau         | GAN            |
| 10    | 3 giugno     | Classique des Alpes (1995)              | Ramón González Arrieta | Banesto        |
| 11    | 27 agosto    | Grand Prix de Ouest-France (1995)       | Rolf Jaermann          | MG Maglificio  |
| 12    | 10 settembre | Grand Prix de Fourmies (1995)           | Maximilian Sciandri    | MG Maglificio  |
| 13    | 17 settembre | Grand Prix d'Isbergues (1995)           | Frank Corvers          | Lotto-Isoglass |
| 14    | 12 ottobre   | Parigi-Bourges (1995)                   | Daniele Nardello       | Mapei-GB       |